# Второе правительство Силаева
В статье даются сведения о составе Совета министров РСФСР под председательством И. С. Силаева, действовавшего в период с 25 июля по 15 ноября 1991 года, а также о реорганизациях министерств и государственных комитетов РСФСР, руководители которых по должности входили в состав Совета министров РСФСР, происходивших в течение пребывания данного состава Совета министров у власти.
Наименования должностей членов Совета министров РСФСР приводятся так, как они официально именовались. Порядок номеров указов Президента РСФСР не всегда совпадает с порядком дат принятия указов.
Курсивом выделены ведомства, подвергшиеся переименованию, объединению или расформированию.
| Министерство (комитет)                                                                                           | Министр (председатель)                                                        |
| --- | ----------------------------------------------------------------------------- |
| Председатель Совета Министров РСФСР                                                                              | Иван Силаев (13 июля — 26 сентября 1991)                                      |
| Первый заместитель Председателя Совета министров РСФСР                                                           | Олег Лобов (15 июля — 15 ноября 1991)                                         |
| Заместитель Председателя Совета министров РСФСР                                                                  | Игорь Гаврилов (25 июля — 15 ноября 1991; и. о. до 5 декабря 1991)            |
| Заместитель Председателя Совета министров РСФСР                                                                  | Инга Гребешева (25 июля — 15 ноября 1991; и. о. до 5 декабря 1991)            |
| Заместитель Председателя Совета министров РСФСР                                                                  | Геннадий Кулик                                                                |
| Заместитель Председателя Совета министров РСФСР                                                                  | Михаил Малей                                                                  |
| Заместитель Председателя Совета министров РСФСР                                                                  | Евгений Сабуров (15 августа — 15 ноября 1991; и. о. до 5 декабря 1991)        |
| Заместитель Председателя Совета министров РСФСР                                                                  | Александр Каменев (9 сентября — 15 ноября 1991; и. о. до 5 декабря 1991)      |
| Министерство внешних экономических связей РСФСР                                                                  | Виктор Ярошенко (и. о. до 2 октября 1991)                                     |
| Министерство внешних экономических связей РСФСР                                                                  | Геннадий Фильшин (и. о.)                                                      |
| Министерство внутренних дел РСФСР                                                                                | Виктор Баранников (27 июля 1991 — 13 сентября 1991)                           |
| Министерство внутренних дел РСФСР                                                                                | Андрей Дунаев (c 13 сентября 1991)                                            |
| Министерство заготовок РСФСР                                                                                     | Леонид Чешинский                                                              |
| Министерство здравоохранения РСФСР                                                                               | Вячеслав Калинин (и. о.)                                                      |
| Министерство здравоохранения и социального обеспечения РСФСР                                                     | не назначался                                                                 |
| Министерство иностранных дел РСФСР                                                                               | Андрей Козырев                                                                |
| Министерство культуры РСФСР                                                                                      | Юрий Соломин (9 сентября — 15 ноября 1991; и. о. до 5 декабря 1991)           |
| Министерство лесного хозяйства РСФСР                                                                             | Валерий Шубин (2 августа — 15 ноября 1991; и. о. до 5 декабря 1991)           |
| Министр обороны РСФСР                                                                                            | Константин Кобец (20 августа — 9 сентября 1991)                               |
| Министерство образования РСФСР                                                                                   | Эдуард Днепров                                                                |
| Министерство печати и массовой информации РСФСР                                                                  | Михаил Полторанин                                                             |
| Министр РСФСР по конверсии оборонных отраслей промышленности (министр без портфеля)                              | не назначался                                                                 |
| Министерство РСФСР по связи, информатике и космосу                                                               | Владимир Булгак                                                               |
| Министерство промышленности РСФСР                                                                                | Виктор Кисин (9 сентября — 15 ноября 1991; и. о. до 5 декабря 1991)           |
| Министерство сельского хозяйства и продовольствия РСФСР                                                          | Геннадий Кулик                                                                |
| Министерство социального обеспечения РСФСР                                                                       | Сергей Ивченков (и. о.)                                                       |
| Министерство топлива и энергетики РСФСР                                                                          | Анатолий Дьяков                                                               |
| Министерство торговли РСФСР                                                                                      | Александр Хлыстов (14 августа — 15 ноября 1991; и. о. до 5 декабря 1991)      |
| Министерство транспорта РСФСР                                                                                    | Виталий Ефимов                                                                |
| Министерство труда РСФСР                                                                                         | Рафик Баткаев (и. о. до 26 августа 1991)                                      |
| Министерство труда РСФСР                                                                                         | Александр Шохин                                                               |
| Министерство финансов РСФСР                                                                                      | Игорь Лазарев                                                                 |
| Министерство хлебопродуктов РСФСР                                                                                | Леонид Чешинский (и. о. до 30 июля 1991)                                      |
| Министерство экологии и природопользования РСФСР                                                                 | Игорь Гаврилов (25 июля — 15 ноября 1991; и. о. до 5 декабря 1991)            |
| Министерство экономики РСФСР                                                                                     | Евгений Сабуров (15 августа — 15 ноября 1991; и. о. до 5 декабря 1991)        |
| Министерство юстиции РСФСР                                                                                       | Николай Фёдоров                                                               |
| Комитет государственной безопасности РСФСР                                                                       | Виктор Иваненко                                                               |
| Государственный лицензионный комитет РСФСР                                                                       | Виктор Ярошенко (9 августа — 15 ноября 1991; и. о. до 5 декабря 1991)         |
| Государственный комитет РСФСР по антимонопольной политике и поддержке новых экономических структур               | Валерий Черногородский (5 августа — 15 ноября 1991; и. о. до 5 декабря 1991)  |
| Государственный комитет РСФСР по архитектуре и строительству                                                     | Борис Фурманов                                                                |
| Государственный комитет РСФСР по геологии и использованию топливно-энергетических и минерально-сырьевых ресурсов | Дмитрий Фёдоров (и. о. до 30 июля 1991)                                       |
| Государственный комитет РСФСР по геологии и использованию недр                                                   | Дмитрий Фёдоров (5 августа — 15 ноября 1991; и. о. до 5 декабря)              |
| Государственный комитет РСФСР по делам конверсии                                                                 | вакансия                                                                      |
| Государственный комитет РСФСР по делам науки и высшей школы                                                      | Николай Малышев                                                               |
| Государственный комитет РСФСР по делам национальностей                                                           | Леонид Прокопьев (и. о.)                                                      |
| Государственный комитет РСФСР по делам обороны                                                                   | Константин Кобец (и. о. до 30 июля 1991)                                      |
| Государственный комитет РСФСР по жилищно-коммунальному хозяйству                                                 | Алексей Порядин                                                               |
| Государственный комитет РСФСР по занятости населения                                                             | Анатолий Арзамасцев (5 августа — 15 ноября 1991; и. о. до 5 декабря 1991)     |
| Государственный комитет РСФСР по земельной реформе                                                               | Виктор Хлыстун (и. о.)                                                        |
| Государственный комитет РСФСР по земельной реформе и поддержке крестьянских (фермерских) хозяйств                | Виктор Хлыстун                                                                |
| Государственный комитет РСФСР по ликвидации последствий аварии на Чернобыльской АЭС                              | Семён Волощук (и. о.)                                                         |
| Государственный комитет РСФСР по материально-техническому обеспечению республиканских и региональных программ    | Владимир Вожагов (2 августа — 15 ноября 1991; и. о. до 5 декабря 1991)        |
| Государственный комитет РСФСР по молодёжной политике                                                             | Андрей Шаронов (9 августа — 15 ноября 1991; и. о. до 5 декабря 1991)          |
| Государственный комитет РСФСР по надзору за безопасным ведением работ в промышленности и горному надзору         | вакансия                                                                      |
| Государственный комитет РСФСР по надзору за радиационной безопасностью                                           | Юрий Вишневский (14 — 31 августа 1991)                                        |
| Государственный комитет РСФСР по надзору за ядерной и радиационной безопасностью                                 | Юрий Вишневский (… — 15 ноября 1991; и. о. до 5 декабря 1991)                 |
| Государственный комитет РСФСР по оборонным вопросам                                                              | Константин Кобец (и. о. до 19 августа 1991 и c 9 сентября до 29 октября 1991) |
| Государственный комитет РСФСР по оборонным вопросам                                                              | Константин Кобец (19 августа — 9 сентября 1991)                               |
| Государственный комитет РСФСР по оборонным вопросам                                                              | Павел Грачёв (29 октября — 15 ноября 1991; и. о. до 26 марта 1992)            |
| Государственный комитет РСФСР по социально-экономическому развитию Севера                                        | Евгений Комаров                                                               |
| Государственный комитет РСФСР по управлению государственным имуществом                                           | Михаил Малей                                                                  |
| Государственный комитет РСФСР по физической культуре и спорту                                                    | Василий Мачуга (2 августа — 15 ноября 1991; и. о. до 5 декабря 1991)          |
| Государственный комитет РСФСР по чрезвычайным ситуациям                                                          | Сергей Шойгу (5 августа — 15 ноября 1991; и. о. до 19 ноября 1991)            |
| Государственный комитет РСФСР по экологии и природопользованию                                                   | Игорь Гаврилов (и. о. до 30 июля 1991)                                        |
| Государственный комитет РСФСР по экономике                                                                       | не назначался                                                                 |
| Государственный комитет санитарно-эпидемиологического надзора РСФСР                                              | Евгений Беляев (2 августа — 15 ноября 1991; и. о. до 5 декабря 1991)          |
| Государственный комитет стратегических запасов РСФСР                                                             | вакансия                                                                      |
| Государственный таможенный комитет РСФСР                                                                         | Анатолий Круглов                                                              |
| Российский корпус спасателей (на правах государственного комитета РСФСР)                                         | Сергей Шойгу (и. о. до 30 июля 1991)                                          |
| Государственная комиссия РСФСР по экономической реформе                                                          | не назначался                                                                 |
| Управляющий делами Совета министров РСФСР (на правах министра)                                                   | Александр Третьяков (и. о. до 5 августа 1991)                                 |
| Управляющий делами Совета министров РСФСР (на правах министра)                                                   | вакансия                                                                      |
| Полномочный представитель Председателя Совета министров РСФСР в ранге министра РСФСР                             | Валентин Сергеев (16 августа — 19 октября 1991)                               |

В соответствии со статьей 123 Конституции РСФСР (в редакции Закона РСФСР № 1326-I от 24 мая 1991 года) в состав Совета Министров РСФСР входили по должности председатели Советов Министров республик в составе РСФСР:
- Башкирской ССР — Миргазямов Марат Парисович;
- Бурятской ССР — Саганов Владимир Бизьяевич;
- Дагестанской ССР — Мирзабеков Абдуразак Марданович;
- Кабардино-Балкарской ССР — Михаил Шуевич Мамхегов (до сентября 1991 г.), Георгий Маштаевич Черкесов (с сентября 1991 г.);
- Калмыцкой ССР — Батыр Чимидович Михайлов;
- Карельской ССР — Сергей Петрович Блинников;
- Коми ССР — Вячеслав Иванович Худяев;
- Марийской ССР — Геннадий Семенович Петров;
- Мордовской ССР — Анатолий Александрович Паулов (до сентября 1991 г.);
- Северо-Осетинской ССР — Сергей Валентинович Хетагуров;
- Татарской ССР — Мухаммат Галлямович Сабиров;
- Тувинской ССР — Шериг-оол Дизижикович Ооржак;
- Удмуртской ССР — Николай Ефимович Миронов;
- Чечено-Ингушской ССР — Сергей Мажитович Беков;
- Чувашской ССР — Николай Архипович Зайцев;
- Якутской ССР — Климент Егорович Иванов.